# 1re division de chasseurs à ski (Allemagne)
Pour les articles homonymes, voir 1re division.
La 1re division de chasseurs à ski (en allemand :  1. Skijäger-Division ) était une unité de chasseurs à ski de l'armée allemande (Wehrmacht) durant la Seconde Guerre mondiale.

## Historique

### La brigade
La 1. Skijäger-Brigade est créé en septembre 1943 dans le Heeresgruppe Mitte à partir surtout des Jäger-Bataillon 2, 4, 5, 7, 9 et 11. Elle se compose de deux régiments et d'un bataillon lourd.

### La division
La brigade est transformée en une  1. Skijäger-Division  le 2 juin 1944 avec le rajout d'élément de la 52. Infanterie-Division comme suit:
- Skijäger-Regiment 1
- Skijäger-Regiment 2
- Ski-Füsilier-Btl. 1
- schw Ski-Btl. 1
- Artillery Regiment 152
- Panzerjäger Btl. 152
- Ski-Pioneer Btl. 85
- Div. Einheiten 152

Le Pz.Gren.Brig. Stab 19 forme son état-major. Le 18e bataillon lourd de Lance-roquettes (Werfer-Btl. 18) est rattaché à son régiment d'artillerie. Le 152e bataillon Chasseur de chars (Panzerjäger Btl. 152) est détaché de la Sturmgeschütz-Brig. 270.

## Commandants
1. Skijäger-Brigade
| Date                       | Grade  | Commandant           |
| -------------------------- | ------ | -------------------- |
| 20 août 1943 - 12 mai 1944 | Oberst | Hans von Schlebrügge |
| 13 mai 1944 - 2 juin 1944  | Oberst | Martin Berg          |

1. Skijäger-Division
| Date                               | Grade           | Commandant                |
| ---------------------------------- | --------------- | ------------------------- |
| 5 juin 1944 - 2 octobre 1944       | Generalmajor    | Martin Berg               |
| 3 octobre 1944 - 15 novembre 1944  | Generalleutnant | Gustav Hundt              |
| 15 novembre 1944 - 8 décembre 1944 | Oberst          | Emmanuel von Kiliani (de) |
| ? décembre 1944 - 24 avril 1945    | Generalleutnant | Gustav Hundt              |
| ? avril 1945 - ? avril 1945        | Oberst          | Henze                     |
| ? avril 1945 - 8 mai 1945          | Oberst          | Bruno Weiler              |

## Théâtres d'opérations
Après avoir combattu, de juin à septembre 1944, au sud de Witebsk, dans les marais du Pripet et du Bug la 1. Skijäger-Division fait retraite et combat en octobre dans les Carpates sur Turow, Wojslawice, Opatow en Haute-Silésie où elle subit de lourdes pertes. En mai 1945, elle se rend aux troupes de l'armée rouge dans la région de Tábor-Pisek. Certains éléments ont réussi à se rendre aux forces américaines plutôt qu'aux forces soviétiques, mais ils ont été remis aux Soviétiques par les États-Unis.
- Front de l'Est, secteur centre : juin 1944 - octobre 1944
- Slovaquie : octobre 1944 - décembre 1944
- Haute-Silésie, Sud de la Pologne et Tchécoslovaquie : décembre 1944 - mai 1945

## Ordres de bataille
1. Skijäger-Brigade
- Skijäger-Regiment 1
- Skijäger-Regiment 2
- Schwere Ski-Bataillon 1

1. Skijäger-Division
- Skijäger-Regiment 1
- Skijäger-Regiment 2
- Schw. Ski-Bataillon 1
- Schw. Skijäger-Bataillon 1
- Ski-Füsilier-Btl. 1
- Artillerie-Regiment 152
- Artillerie-Regiment 59, II. Abteilung
- Artillerie-Regiment 65,II. Abteilung
- Sturmgeschütz-Abteilung 270
- Panzerjäger-Abteilung 152
- Gebirgs-Pionier-Bataillon 85
- Infanterie-Divisions-Nachrichten-Abteilung 152
- Kdr. der Div. Nachschubtruppen 152

## Décorations
Certains membres de cette division ont été récompensés de leurs actes:
en tant que 1. Skijäger-Brigade
- Croix allemande en Or:
  - 11
- Agrafe de la liste d'honneur:
  - 1
- Croix de chevalier de la Croix de fer:
  - 2

en tant que 1. Skijäger-Division
- Insigne de combat rapproché en Or:
  - 2
- Croix allemande en Or:
  - 20
- Agrafe de la liste d'honneur:
  - 15
- Croix de chevalier de la croix de fer:
  - 11 dont 1 non confirmée